# Balaton Lacus
Il Balaton Lacus è una struttura geologica della superficie di Titano.